# فيتالي بانوف
فيتالي بانوف (بالروسية: Панов, Виталий Николаевич)‏ (21 أغسطس 1979 بجيليزنوغورسك في روسيا - ) هو مدرب كرة قدم ولاعب كرة قدم روسي في مركز الوسط. لعب مع FC KAMAZ Naberezhnye Chelny ‏ وFC Avtodor Vladikavkaz ‏ وFC Volgar Astrakhan ‏ وFC Oryol ‏ وFC Mozdok ‏ وFC Titan Klin ‏ وFC Nosta Novotroitsk ‏.

## وصلات خارجية
- فيتالي بانوف على موقع قاعدة بيانات كرة القدم.إي يو (الإنجليزية)
- فيتالي بانوف على موقع Soccerway.com (الإنجليزية)